# جي. فرد غالي
جي. فرد غالي (بالإنجليزية: G. Fred Galli)‏ هو سياسي أمريكي، ولد في 7 مايو 1902 في سويسرا، وتوفي في 10 يناير 1967. حزبياً، نشط في الحزب الجمهوري. وقد انتخب عضو جمعية ولاية ويسكونسن.